# Età di Giacomo I

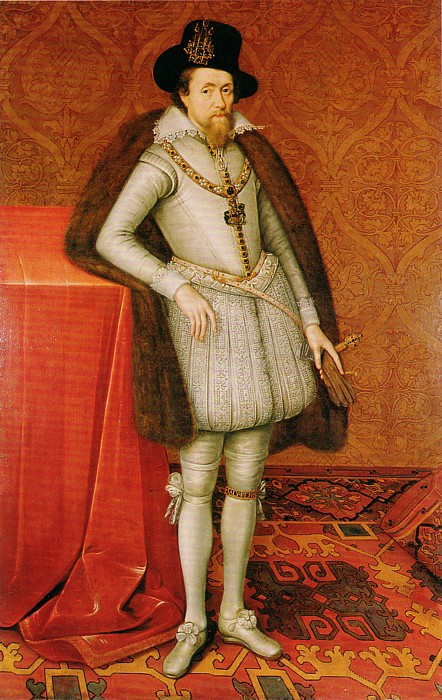
Ritratto di Giacomo I d'Inghilterra, opera di John de Critz.

L'età di Giacomo I è un periodo della storia inglese che coincide con il periodo di governo di Giacomo I d'Inghilterra (o Giacomo VI di Scozia), che regnò dal 1603 al 1625, anno della propria morte.
L'età giacobiana (in inglese Jacobean era, da Jacob, forma ebraica, greca e latina di Giacomo/James) successe all'età elisabettiana e precedette l'età di Carlo I; erede dell'epoca di Elisabetta I Tudor, caratterizzata da un grande fervore culturale, l'età di Giacomo I risentì ancora del carattere rinascimentale predominante nel Cinquecento ma aprì contemporaneamente le porte all'avvento del barocco inglese.